# Porto Murtinho
Porto Murtinho is een gemeente in de Braziliaanse deelstaat Mato Grosso do Sul. De gemeente telt 15.527 inwoners (schatting 2009).

## Aangrenzende gemeenten
De gemeente grenst aan Bodoquena, Bonito, Caracol, Corumbá en Jardim.

### Landsgrens
En met als landsgrens aan de gemeente Capitán Carmelo Peralta, Fuerte Olimpo en Puerto Casado in het departement Alto Paraguay en aan de gemeente San Lázaro in het departement Concepción met het buurland Paraguay.

## Geboren
- Benjamin Insfran (1972), beachvolleyballer

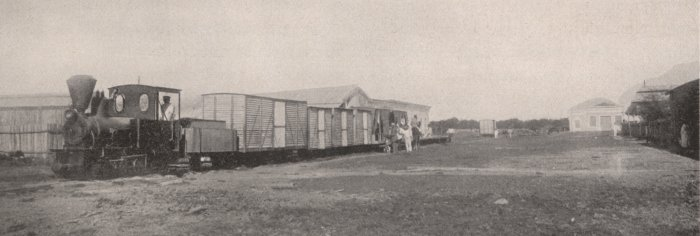
Porto Murtinho in 1913